# Athletic Club de Madrid 1919-1920
Questa voce raccoglie le informazioni riguardanti l'Athletic Club de Madrid, antico nome del Club Atlético de Madrid, nelle competizioni ufficiali della stagione 1919-1920.

## Stagione
Nella stagione 1919-1920 i Colchoneros arrivarono secondi nel campionato Regional de Madrid a un solo punto dal Real Madrid. Non partecipò alla Coppa del Re.

## Maglie e sponsor
| Manica sinistra · Manica sinistra · Maglietta · Maglietta · Manica destra · Manica destra · Pantaloncini · Calzettoni |

## Rosa
Rosa e ruoli dell'Athletic Club de Madrid nella stagione 1919-20
| N. |                   | Ruolo | Calciatore                       |
| -- | ----------------- | ----- | -------------------------------- |
| -  | Spagna (bandiera) | P     | Francisco Durán                  |
| -  | Spagna (bandiera) | P     | Julián Elósegui                  |
| -  | Spagna (bandiera) | D     | Pololo                           |
| -  | Spagna (bandiera) | D     | José Luis de Goyarrola           |
| -  | Spagna (bandiera) | D     | Ricardo Naveda                   |
| -  | Spagna (bandiera) | C     | Miguel Mieg                      |
| -  | Spagna (bandiera) | C     | Fernando Martínez de la Escalera |
| -  | Spagna (bandiera) | C     | Desiderio Fajardo                |
| -  | Spagna (bandiera) | C     | Andrés Tuduri                    |
| -  | Spagna (bandiera) | C     | César Sáez                       |

| N. |                      | Ruolo | Calciatore                   |
| -- | -------------------- | ----- | ---------------------------- |
| -  | Spagna (bandiera)    | C     | Jesús Contreras              |
| -  | Argentina (bandiera) | A     | Florentino González Casellas |
| -  | Filippine (bandiera) | A     | Emiliano Zuloaga             |
| -  | Spagna (bandiera)    | A     | Paradas                      |
| -  | Spagna (bandiera)    | A     | Ramón Olalquiaga             |
| -  | Spagna (bandiera)    | A     | Ignacio Zabala               |
| -  | Spagna (bandiera)    | A     | Luis Olaso Anabitarte        |
| -  | Spagna (bandiera)    | A     | Ramón Triana                 |
| -  | Spagna (bandiera)    | A     | Ángel del Río                |

## Risultati

### Campeonato Regional de Madrid
| Madrid 14 dicembre 1919 1ª giornata                                                  | Racing Madrid | 3 – 3 referto     | Athlétic Madrid |  |
| \| \| \| \| \| Caballero (rig.) Garrido Lorenzo \| Marcatori \| , del Río Paradas \| |               |                   |                 |  |
|                                                                                      |               |                   |                 |  |
| Caballero (rig.) Garrido Lorenzo                                                     | Marcatori     | , del Río Paradas |                 |  |

| Arbitro: | Montero |

|          |           |                                       |
| Sáez 44’ | Marcatori | 10’ González (rig.) Sansinesea Víctor |

| Madrid 18 gennaio 1920 3ª giornata               | Gimnástica | 1 – 2 referto | Athlétic Madrid |  |
| \| \| \| \| \| ? \| Marcatori \| del Río Sáez \| |            |               |                 |  |
|                                                  |            |               |                 |  |
| ?                                                | Marcatori  | del Río Sáez  |                 |  |

| Vallecas 8 febbraio 1920 4ª giornata           | Athlétic Madrid | 1 – 1 referto | Racing Madrid | Vallecas |
| \| \| \| \| \| Mieg \| Marcatori \| Roselló \| |                 |               |               |          |
|                                                |                 |               |               |          |
| Mieg                                           | Marcatori       | Roselló       |               |          |

| Arbitro: | Larrañaga |

|                         |           |                   |
| Tovar Sansinesea (rig.) | Marcatori | , Triana L. Olaso |

| Vallecas 14 marzo 1920 6ª giornata                                   | Athlétic Madrid | 6 – 1 referto | Gimnástica | Vallecas |
| \| \| \| \| \| Triana , del Río , Mieg ? (aut.) \| Marcatori \| ? \| |                 |               |            |          |
|                                                                      |                 |               |            |          |
| Triana , del Río , Mieg ? (aut.)                                     | Marcatori       | ?             |            |          |

## Statistiche

### Statistiche di squadra
| Competizione                  | Punti | Totale | Totale | Totale | Totale | Totale | Totale | DR |
| Competizione                  | Punti | G      | V      | N      | P      | Gf     | Gs     | DR |
| ----------------------------- | ----- | ------ | ------ | ------ | ------ | ------ | ------ | -- |
| Campeonato Regional de Madrid | 8     | 6      | 3      | 2      | 1      | 16     | 11     | +6 |
| Totale                        | 8     | 6      | 3      | 2      | 1      | 16     | 11     | +6 |